# Награда ЗАВНОБИХ-а
Награда ЗАВНОБИХ-а  је установљена 1971. и додјељивана поводом обиљежавања државног празника Социјалистичке републике Босне и Херцеговине, 25. новембра, дана када је одржано Прво засједање ЗАВНОБиХ-а. 

## Историјат
Награда ЗАВНОБиХ-а установљена је 1971. године Законом о оснивању награде, донесеним од стране Скупштине Социјалистичке Републике Босне и Херцеговине (СР БиХ). Према овом закону, признање се додјељивало за “изузетан стваралачки допринос развитку Социјалистичке Републике Босне и Херцеговине”. Додатно образложење понуђено је измјенама наведеног закона 1988. године, у којем је наведено да се награда додјељује “ради одржавања континуитета у даљем револуционарном развоју Социјалистичке Републике Босне и Херцеговине између дјела социјалистичке револуције утврђених одлука-ма Земаљског антифашистичког вијећа народног ослобођења Босне и Херцеговине и рада савремених генерација и трајног сјећања на та дјела и одлуке”.
Премда је награда установљена 1971. године прошле су двије године до додјеле првих признања, тачније она су уручена приликом обиљежавања годиш-њице ЗАВНОБиХ-а као државног празника 1973. године. Разлог је, како се наводи, то што се чекала јубиларна тридесета прослава од Првог засједања ЗАВНОБиХ-а, као и од Другог засједања АВНОЈ-а, чиме се још једном жељела нагласити повезаност са савезним празником. Међу добитницима 1973. године били су: Џемал Биједић, Анте Бабић, Родољуб Чолаковић, Угљеша Даниловић, Рато Дугоњић, Авдо Хумо, Олга Марасовић, Ђуро Пуцар и други. За 1973. годину додијељено је укупно двадесет награда истакнутим друштвено-поли-тичким, културним и научним радницима.
Главну одлуку у избору кандидата вршио је Одбор за дођељивање награде ЗАВНОБиХ-а, који су чинили предсједник и дванаест чланова, односно четрнаест од 1978. године, с мандатом од двије године. Одбор је одлучивао 
о додјели награде, обавјештавао јавност о именима награђених и о томе извјештавао Скупштину СР БиХ. С намјером за што бољим избором кандидата, ово тијело имало је могућност образовања посебних комисија за поједине области друштвеног живота да би се оцијенила достигнућа појединих кандидата за престижну награду. У ове комисије именовани су истакнути појединци из друштвено-политичких, научних, стручних и културних области живота. Осим тога, Одбор је у неким посебним случајевима могао затражити мишљење о приједлозима за Босне и Херцеговине. Кандидате су могли предлагати организације удруженог рада, самоуправне интересне заједнице, друштвено-политичке организације, стручна и друга удружења те групе грађана. За све предложене кандидате прилагане су исцрпне биографије и образложење приједлога.
Средства за додјелу награде, у почетку, осигуравала су се из буџета СР БиХ преко Републичког фонда за додјељивање награде ЗАВНОБиХ-а. Ова  средства могли су дати грађани те друге организације у виду поклона и завјештања. Овакав начин финансирања укинут је врло брзо, а већ 1973. године усво-јена је одлука да се приходи за награду и рад Одбора осигурају из буџета СР  БиХ на годишњој разини што се одржало на снази све до 1991. године када су додијељена и посљедња признања.
Награду су чиниле плакета и новчани дио. Ликовно рјешење изгледа Повеље  утврђивао је одбор, а својим обликом и садржајем настојао се симболизирати Дан државности СР БиХ. Висину новчаног дијела награде прво је одређивао Одбор, а од 1988. године износ је био утврђен фиксно у висини пет просјечних мјесечних личних доходака радника СР БиХ из претходне године. С обзиром на све већу финансијску кризу, овај став је већ наредне, 1989. године, био измијењен, па се висина награде утврђивала у износу од пет просјечних плата из  првог тромјесечја, а накнадном измјеном из трећег тромјесечја године за  коју се дођељивала награда. Међутим, економска криза била је до те мјере присутна да је вриједност установљена према примањима с почетка године до уручења награде (25. новембра – односно четвртог тромјесечја) постала знатно мања.
Није забиљежен ни један случај одузимања награде, али и ово питање било је регулисано Законом о награди ЗАВНОБиХ-а из 1988. године. Награда се могла одузети у посебним околностима и то је подразумијевало одузима- 
ње повеље, али не и новчаног дијела награде. Одузимање се могло извршити оним примаоцима који су правоснажном судском пресудом осуђени на  казну затвора или тежу казну за кривична дјела против: основа социјалистичког самоуправног друштвенг уређења и безбједности СФРЈ; против човјечности и међународног права; угледа СФРЈ; оружаних снага СФРЈ; привреде и јединства југославенског тржишта; социјалистичког самоуправљања и службене дужности. Осим наведеног, награда се могла одузети ако је лице било осуђено на казну затвора преко три године или тежу казну, а радило се о већ наведеним кривичним дјелима. О одузимању награде одлучивао је Одбор и о томе обавјештавао Скупштину СР БиХ, те се иста информација објављивала и у средствима јавног  информирања. Одузета награда враћала се одбору.
До 1978. године награда је додјељивана само појединцима, а након те  године и радним организацијама, односно колективима. Ова пракса прекинута  је 1988. године. Од оснивања до 1991. године када су уручене посљедње  награде ЗАВНОБиХ-а, укупно је било додијељено 438 награда појединцима и 25 колективима. Све до 1988. године број награда за једну годину није био тачно одређен те је варирао из године у годину. Највише додијељених награда било је 1985. године када је уручено чак четрдесет два појединачна признања и три колективна. Од 1988. године утврђено је да ће се годишње бирати само по десет лаурета. Тако је и било све до 1991. године када је од једанаест пријављених додјељено  тек седам награда. Међу посљедњим добитницима били су Рахела Албахари-Перишић, Јосип Пејаковић, Мерсад Бербер, Инга Краљевић, Салих Османбеговић, Иван Соколић и Милорад Екмечић.

## Добитници
| Година | Име и презиме добитника | Колективна награда |
| ------ | --- | --- |
| 1973.  | Осман Карабеговић, Руди Колак, Исмет Мујезиновић, Исо Јовановић, Душанка Ковачевић, Ђуро Пуцар, Анто Бабић, Родољуб Чолаковић, Угљеша Даниловић, Фрањо Херљевић, Нико Јуринчић, Шефкет Маглајлић, Владо Шегрт, Џемал Биједић, Јованка Човић, Рато Дугоњић, Авдо Хумо, Мевла Јакубовић, Олга Марасовић и Војо Тодоровић. | Није додијељена |
| 1974   | Нисим Албахари, Богомир Брајковић, Едхем Чамо, Ибро Маглајлић, Цвијетин Мијатовић, Чедомил Милићевић, Трипо Милићевић, Грујо Новаковић, Мехмед Окановић, Бошко Шиљеговић, Мица Тодоровић, Зага Умићевић и Тодор Вујасиновић. | Није додијељена |
| 1975.  | Јозо Бакрач, Никола Цвијетић, Халид Чомић, Хамдија Ћемерлић, Јоланда Ђачић, Бранислав Ђурђев, Блажо Ђуричић, Јахиел Финци, Дервиш Газић, Јуре Керошевић, Младен Кнежевић, Франц Новак, Слободан Марјановић, Илија Матерић, Бранко Микулић, Милан Пантић, Алија Сиротановић, Дедо Трампић, Ибрахим Шатор и Милица Врховац | Није додијељена |
| 1976.  | Бранко Бабић, Владо Бајић, Сулејман Чаушевић, Нијаз Диздаревић, Илија Дошен, Салко Фејић, Павле Фукарек, Јулије Хахамовић, Адем Херцеговац, Раде Јакшић, Перо Јелчић, Хатиџа Карабег, Драгутин Косовац, Тодо Куртовић, Саламон Леви, Нада Манојловић, Драго Мажар, Ристо Мијатовић, Митар Минић, Дане Олбина, Радован Папић, Исидор Папо, Божо Перановић, Бранко Попић, Хамдија Поздерац, Срђан Прица, Цвјетко Рихтман, Елизабета Ристић, Ахмет Шеховић и Васо Трикић. | Није додијељена |
| 1977.  | Љубо Бабић, Шукрија Биједић, Оскар Данон, Карло Домбај, Недим Филиповић, Јакоб Гаон, Мустафа Мујко Глухић, Хасан Грабчановић, Месуд Хотић, Иво Јеркић, Рахмија Каденић, Кемал Капетановић, Деса Коштан, Игњат Марић, Младен Млађо Марин, Нико Михаљевић, Смиља Мучибабић, Божо Ненадић, Миле Перковић, Драгица Пирнат, Данило Протић, Мара Радић, Мићо Ракић, Иво Шермет, Мирко Вранић и Марко Зовко | Није додијељена |
| 1978.  | Мато Андрић, Стипе Билан, Крстан Бјељац, Љубо Божић, Иван-Ивић Бубаш, Мида Чадра-Малкоч, Енвер Ћемаловић, Заим Диздаревић, Мони Финци, Васо Гачић, Јуре Галић, Душан Грк, Ратко Јовичић, Момир Капор, Анђа Кнежевић, Симо Комленић, Винко Конта, Никола Котле, Јоцо Марјановић, Новак Мастиловић, Мунир Месиховић, Владо Милошевић, Јурај Неидхардт, Хамдија Омановић, Сафет Пашалић, Стево Поповић, Стево Рауш, Миланко Реновица, Брано Савић, Војислав Спаић, Иво Сунарић, Џемил Шарац, Мехмедалија Туфекчић, Душан Вујатовић и Милош Зекић. | НИШРО “Ослобођење” |
| 1979.  | Саламон Абинун, Фазлија Аликалфић, Никола Андрић, Јосип Бач, Бора Батоз-Мијић, Мухидин Бегић, Олга Брајковић, Душан Брстина, Војислав Чоловић, Бранко Ћопић, Раиф Диздаревић, Лука Џалто, Јосип Гардаш, Фатима Хаџиалић, Асим Хоџић, Душан Јовановић, Филип Карага, Милош Кецман, Слободан Кезуновић, Ајша Маличевић-Вујовић, Анте Марић, Мира Мештровић, Миланчић Миљевић, Џемал Муминагић, Аугустин Папић, Ђорђе Пашајлић, Ратко Перић, Боривоје Поповић, Драшко Поповић, Хакија Поздерац, Невенка Пуцар, Џемал Рамовић, Енвер Реџић, Сана Салаховић, Бошко Симатовић, Рамиз Сладић, Никола Стојановић, Дервиш Сушић, Михајло Шкондрић, Божо Вукоје и Саво Вулин.                           | Омладинска радна акција “Шамац-Сарајево ‘78”; Универзитет у Сарајеву                                                                           |
| 1980.  | Анкица Албахари, Бошко Башкот, Драго Бегић, Нијаз Бегташевић, Данило Билановић, Стојан Бјелајац, Стипе Брекало, Захид Букуревић, Саво Чечур, Драго Давидовић, Средо Ђукарић, Светолик Госпић, Мухамед Гребо, Душан Јосиповић, Радослав Зорановић, Теуфк Каденић-Цинкара, Никола Карановић, Стана Кнежевић-Деликуска, Драго Крндија, Џемал Махмутчехајић, Милутин Морача, Нада Новак, Асим Перван, Симо Радић, Анте Раштегорац, Јово Росић, Мустафа Сефо, Ризо Селманагић, Божо Славић, Митар Солдат, Велимир Стојнић, Митар Суботић, Угљеша Суботић, Мирослав Шпилер, Симо Тадић, Гојко Убипарип и Шукрија Узуновић.                                                                          | Фабрика духана Сарајево; Рудници мрког угља “Зеница”; Ткаоница ћилима Сарајево                                                                 |
| 1981.  | Фахрија Ајановић, Раде Башић, Емерик Блум, Ђурађ Војиновић, Милан Боснић, Фрањо Будимир, Есад Церић, Дара Ћетковић, Мујо Диздар, Перо Ђукановић, Бахра Ђукић, Рајко Гаговић, Раде Галеб, Ахмет Хаџић, Марица Химерлајх, Хајро Капетановић, Хасо Катанић, Анте Крезо, Дервиш Кршлак, Сретен Лопандић, Реља Лукић, Недељко Мацановић, Лазо Матерић, Славко Мићановић, Милорад Мијатовић, Сретен Миовчић, Душан Мисирача, Роза Папо, Анте Рамљак, Трипо Шаренац, Мустафа Темим, Музафер Спужић, Мидхат Шамић, Мехмед Трбоња и Софја Веселић-Дујковић | Индустрија алата “Требиње”; СОУР “Јелшинград” Бања Лука                                                                                        |
| 1982.  | Фикрет Абдић, Милан Аћић, Карло Барић, Алојз Бенац, Абаз Дероња, Петар Додик, Асим Џумхур, Драгутин Хлубна, Арфан Хозић, Хрвоје Иштук, Мухамед Кадић, Јово Кецман, Љубо Којо, Влајко Ковачевић, Микан Марјановић, Панто Николић, Митар Папић, Кемал Рамић, Мирјана Станков-Шиник, Анто Сучић, Хамида Шабанац, Ахмет Шабић, Фрањо Шимић, Данило Штака, Реџо Терзић, Станко Томић, Мирко Турић и Влајко Убавић | ООУР “Хидроинжињеринг” у саставу “Енергоинвеста” Сарајево; ООУР “Мира Цикота” Приједор у саставу РО “Јосип Краш” Загреб; СОУР “Шипад” Сарајево |
| 1983.  | Анте Алерић, Мидхат Бегић, Крешо Бунтић, Есад Ченгић, Едхем Џабић, Хасан Хаџиомеровић, Фатима Јагањац, Данило Комненовић, Вера Крстић-Галеб, Цвијо Мазалица, Асим Мујкић, Мирко Остојић, Ђурин Предојевић, Мирко Радић, Хиба Рамадановић, Драгутин Станић, Душан Шобот, Раде Тодовић, Милан Трнинић Црни, Александер Трумић, Рифат Твртковић, Ђуро Векић и Смајо Зољ | РО “Електробосна” Јајце; РО “Фабрика соде” Лукавац; РО “Хидроелектране на Неретви” Јабланица; РО “Претис” Вогошћ                               |
| 1984.  | Милан Бјелогрлић, Идриз Чејван, Осман Ђикић, Јова Гркавац, Кемал Халиловић, Светко Качар, Бошко Кецман, Алија Кресо, Жељко Крешић, Даница Куртовић, Вјера Кушец, Спасо Мичић, Милорад Поповић, Зехдо Суљић, Никола Шкобић, Саво Трикић, Мирослав Варадин, Душан Видовић, Олга Видовић и Изет Зубовић | СОУР “Борац” Травник; СОУР “Криваја” Завидовићи; Републичка конференција Црвеног крста БиХ; РО Рудник и жељезара Вареш                         |
| 1985.  | Џемал Аликалфић, Новак Анђелић, Ратко Бајић, Влајко Беговић, Крсто Дабовић, Максо Дакић, Милан Даљевић, Адолф Данчевић, Хазим Еминефендић, Жак Финци, Казимир Франковић, Разија Ханџић, Ахмет Хромаџић, Олга Хумо, Владо Ивковић, Чедо Капор, Милан Кнежевић, Мићо Колунџија, Ђуран Ковачевић, Лазо Крнета, Душанка Остојић-Гвозденовић, Тахир Хаџовић, Бошко Кућански, Славица Кујунџић, Јовица Лазаревић, Радован Макић, Хајрија Марјановић, Рајка Микулић, Жарко Миличевић, Младен Ољача, Салко Оруч, Василије Радић, Илија Раић, Војислав Савић, Вехид Смајловић, Ахмед Смајиш, Мустафа Шабић, Ариф Тановић, Бисера Пузић-Таушан, Милан Трнинић, Абдурахман Тупара и Анто Врдољак – Шале. | СОУР ММК “Братство” Пуцарево; РО Рудник “Какањ” у Какњу; СОУР “Свјетлост” Сарајево                                                             |
| 1986.  | Алберт Алтарац, Димитрије Бајалица, Ибро Бркић, Хиба Ћехајић, Галиб Ћумуровић, Авдо Хакиревић, Адем Ковачевић, Шефко Локмић, Екрем Маглајлић, Радомир Митрић, Перо Морача, Невенка Новаковић, Славко Одић, Ружа Ољача, Миленко Остојић, Лујза Пихлер, Веселин Радојчић, Џемал Резаковић, Раза Туфекчић, Стјепо Видовић и Раде Зорић | СОУР “Фамос” Сарајево; РО “Творница обуће” Дервента                                                                                            |
| 1987.  | Џемал Диздар, Ахмед Џубо, Салих Мехикић, Вукица Обрадовић, Војислав Ракић, Вељко Ржехак, Миле Тркуља, Бранко Вуковић и Душан Згоњанин | РО “Билећанка “ Билећа |
| 1988.  | Ранко Балорда, Хајрудин Крвавац, Мустафа Кушмић, Сидика Локмић, Манојло Маравић, Ивица Миличевић, Мира Морача, Исак Озмо, Осман Пирија и Недим Шарац | Није додијељена |
| 1989.  | Нађија Бисер – Тасо, Момир Ћећез, Решад Диздаревић, Сеид Хуковић, Фрањо Кожул, Војо Љујић, Едхем Побрић, Перо Раца, Изет Сарајлић и Франо Сучић. | Није додијељена |
| 1990.  | Перо Гајић, Данило Јаковљевић, Бошко Јовић, Радован Марушић, Лујза Пајић, Фадила Реџић, Нусрет Сеферовић, Дара Секулић, Иван Стојчић и Лазо Вукота. | Није додијељена |
| 1991.  | Рахела Албахари – Перишић, Мерсад Бербер, Милорад Екмечић, Инга Краљевић, Салих Османбеговић, Јосип Пејаковић и Иван Соколић | Није додијељена |